# Ikona Matki Bożej „Niewyczerpany Kielich”
Ikona Matki Bożej „Niewyczerpany Kielich” – jedna z cudownych ikon Matki Bożej typu Oranta. Oryginalna ikona „Niewyczerpany Kielich” miała zostać wskazana przez Maryję w czasie objawienia, jakiego we śnie doznał chłop z Sierpuchowa. Otoczony czcią wizerunek znajdował się we Władycznym Monasterze Wprowadzenia Matki Bożej do Świątyni do lat 20. XX wieku, kiedy zaginął po zamknięciu przez władze wszystkich cerkwi w mieście. Obecnie w Sierpuchowie – w monasterach Wysockim i Władycznym – znajdują się dwie kopie ikony, obydwie uznawane za cudotwórcze. 

## Opis
Ikona przedstawia Matkę Bożą z dłońmi wzniesionymi w górę w geście modlitewnym, w ciemnej szacie. Przed nią znajduje się złoty kielich, z którego wyłania się postać Dzieciątka Jezus w podobnym geście, jak matka. Ikona mogła powstać pod wpływem wcześniejszej, uznawanej za cudowną od XII wieku Ikony Matki Bożej „Znak”, podobnie jak ona przedstawia bowiem Matkę Bożą Orantę w towarzystwie Dzieciątka, z tą różnicą, że jest ono przedstawione w kielichu, symbolizującym nieskończoną moc ofiary Chrystusa. 

## Historia
Według legendy, w 1878 były żołnierz z okolic Tuły, alkoholik i żebrak o sparaliżowanych nogach, we śnie ujrzał postać świętego starca, nakazującego mu iść do Sierpuchowa i tam, w cerkwi żeńskiego monasteru Władycznego, odmówić molebien przed ikoną zwaną „Niewyczerpany Kielich”. Alkoholik nie posłuchał wezwania od razu, dopiero gdy ten sam sen powtórzył się trzykrotnie, postanowił ruszyć w podróż czołgając się drogą. W drodze zatrzymywał się w domach przypadkowych osób, które zgodziły się udzielić mu gościny. Po spędzeniu nocy w domu nieznanej mu staruszki odkrył, że może chodzić o kulach. Po dotarciu do Sierpuchowa żołnierz opowiedział o swoich snach, jednak żadna z mniszek Monasteru Władycznego nie znała ikony, o której mówił mężczyzna. Dopiero po dokładnym obejrzeniu wszystkich wizerunków Matki Bożej okazało się, że jeden z nich, wiszący dotąd w przejściu do cerkiewnej zakrystii, był opisany na tylnej stronie jako „Niewyczerpany Kielich”. W dodatku widząc ikonę św. Warłaama przybysz rozpoznał w nim starca ze swoich snów. Po odprawieniu molebnia dawny alkoholik został całkowicie wyleczony, również z pijaństwa. 
Ikona zyskała sławę cudownej, szczególnie opiekującej się osobami uzależnionymi od alkoholu. Stała się obiektem pielgrzymek, a z dotychczasowego miejsca przechowywania została przeniesiona do głównej cerkwi monasteru. Moskiewski kupiec Stiepan Fiodorow ufundował nowy ikonostas, w którym została umieszczona. Znajdowała się w tym samym miejscu do 1919, kiedy Monaster Władyczny został zamknięty. Wówczas trafiła do soboru św. Mikołaja w Sierpuchowie. Jej los po zamknięciu również i tej cerkwi nie jest znany – wiele ikon z soboru zostało spalonych nad rzeką Narą, nie jest jednak potwierdzone, czy był wśród nich również oryginał ikony „Niewyczerpany Kielich”. 
W 1993, po ponownym otwarciu męskiego Monasteru Wysockiego w Sierpuchowie, została w nim napisana ikona będąca dokładną kopią zaginionej. Dwa lata później ihumenia Aleksieja uzyskała błogosławieństwo metropolity krutickiego i kołomieńskiego Juwenaliusza na napisanie drugiej kopii, by ikona mogła ponownie być czczona w monasterze, z którym była dotąd związana. Gotowy wizerunek znalazł się w nim w 2000. Odtąd obie ikony uważane są za cudowne, w Monasterze Władycznym przechowywane są świadectwa o cudownych uzdrowieniach z alkoholizmu, jakie miały dokonać się za sprawą modlitwy przed ikoną. Istnieją również przekazy pielgrzymów twierdzących, że postać przedstawiona na ikonie poruszała oczami. 